# Pierre Bonnassie
Pierre Bonnassie, nascut a Rinhac (Òlt) (França) el 24 de novembre de 1932, i mort a Tolosa de Llenguadoc el 14 de març de 2005, fou un historiador professor de la Universitat de Tolosa Le Mirail, dedicat a l'estudi de la Catalunya medieval.
Després del seu estudi sobre l'organització del treball a Barcelona a finals del segle xv, publicat entre 1954 i 1955, es dedicà a l'estudi del període alto-medieval. Els seus estudis l'han dut a reconsiderar la interpretació de la història de l'Europa mediterrània del segle xi i de centúries anteriors, com ho manifestà en la seva aportació al col·loqui de Roma sobre estructures feudals i feudalisme al món mediterrani des del segle x fins al segle xiii, titulada Du Rhône à la Galice : genèse et modalités du régime féodal (1978).

## Idees

### La revolució feudal
A La Catalogne du milieu du Xe a la fin du XIe siècle : croissance et mutations d'une société, la seva tesi doctoral sobre la Catalunya altomedieval, Bonnassie aplica al cas català la teoria de la revolució feudal, plantejada per Georges Duby el 1953.
Segons aquesta teoria, el feudalisme sorgeix com a resultat d'una revolució violenta de l'aristocràcia contra l'ordre establert, el qual es basava en el concepte romà d'autoritat pública, en què tant governants com governats s'han de sotmetre a la llei, i en l'existència d'una pagesia jurídicament lliure i propietària de la terra que conrea. Després de la revolució, l'antiga autoritat recupera el poder però permetent als nobles d'explotar la pagesia la qual no recuperarà pas la llibertat i la propietat de la terra de què havia gaudit abans de la revolució feudal.
Als comtats catalans, el sistema d'autoritat pública, basat en el respecte a la Llei continguda en el Liber Iudiciorum, va ser-hi vigent durant els segles ix i x, i fou enderrocat per l'alçament armat dels clans nobiliaris contra els comtes, esdevingut entre els anys 1020 i 1060, després de la qual, sobretot al comtat de Barcelona en temps del comte Ramon Berenguer I, el comte recupera el seu poder però admetent la submissió de la pagesia als nobles, els quals poden conservar el poder adquirit durant la revolució feudal.

### La persistència de l'esclavitud
Pierre Bonnassie va demostrar que l'esclavitud existent en el món antic no va desaparèixer pas amb la caiguda de l'Imperi Romà sinó que va sobreviure durant l'alta edat mitjana fins pels volts de l'any 1000, quan justifica que tot un seguit de factors econòmics, polítics, culturals i religiosos la van fer desaparèixer. Aquesta afirmació sobre la desaparició de l'esclavitud a Europa ha estat àmpliament discutida pels historiadors socials i tot un seguit estudiosos interdisciplinaris sobre l'esclavitud. És il·lustratiu sobre aquest fet el debat que Bonnassie va mantenir amb Charles Verlinden, el qual a la seva obra demostra la importància del comerç i la mà d'obra esclava a les societats mediterrànies medievals, si bé podria ser que a les societats nord-europees no fos d'aquesta manera. Per altra banda Jacques Heers afirma, d'acord amb Verlinden afirma «negar l'existència d'autèntics esclaus durant tot el període medieval a les nostres societats cristianes ha constituït una de les més greus falles de la Història Medieval».

## Obres
- La Catalogne du milieu du Xe a la fin du XIe siècle : croissance et mutations d'une société Publicada a Tolosa de Llenguadoc : Association des Publications de l'Université de Toulouse-le-Mirail, 1975-1976. Editada en català amb el títol Catalunya mil anys enrere, Edicions 62, Barcelona 1979-1981.
- Les cinquante mots-clés de l'histoire médièvale Publicació Tolosa : Privat, 1981
- Survie et extinction du régime esclavagiste dans l'Occident du haut moyen age (IVe-XIe s.)Cahiers de Civilisation Médiévale, Xe-XIIe siècles, 28. 1985
- Les sociétés de l'an mil : un monde entre deux âges Publicació Brussel·les: De Boeck Université, 2001
- Hommes et sociétés dans l'Europe de l'An Mil, Tolosa, 2004. Escrit conjuntament amb Pierre Toubert

## Distincions
- Doctor Honoris Causa per la Universitat Autònoma de Barcelona[3]
- Creu de Sant Jordi de la Generalitat de Catalunya el 1988